# Sarcinodes punctata
Sarcinodes punctata là một loài bướm đêm trong họ Geometridae.